# Lliga seychellesa de futbol
La lliga seychellesa de futbol, anomenada Seychelles First Division o Barclays First Division per patrocini, és la màxima competició futbolística de les Seychelles.

## Història

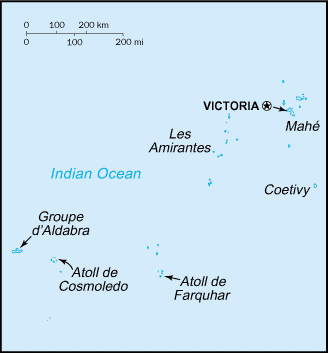
Mapa de les Seychelles.

El primer torneig va ser organitzat el 1936 pel doctor J.T. Bradley, la Challenge Cup. Després es va jugar un torneig de lliga amb 5 equips participants, consistent en 20 partits. La primera edició, el 1941, va ser disputada per Ascot XI, Seychelles XI, Royal Mission XI, Police Team i Saint Louis College Team. El 1955, el nombre de participants havia augmentat fins a 9. Als anys seixanta, Ascot va dominar el futbol de les Seychelles. Als anys 70, Rangers i Rovers van guanyar trofeus per torns. El període del 1982 al 1993 fou descrit com a temps de regionalització; el 1993 es van reintroduir els clubs i la primera temporada "complerta" amb equips de clubs va acabar el 1995.

## Principals estadis
| Ciutat               | Estadi              | Capacitat |
| -------------------- | ------------------- | --------- |
| Victòria, Mahé       | Estadi Linité       | 10.000    |
| Roche Caiman, Mahé   | Estadi Roche Caiman |           |
| Grand' Anse, Praslin | Estadi d'Amitié     |           |

## Historial
Font:
- 1941-1975: Desconegut
- 1976:  Juventus Rangers
- 1977-1978: Desconegut
- 1979:  Saint-Louis FC (1)
- 1980:  Saint-Louis FC (2)
- 1981:  Saint-Louis FC (3)
- 1982:  Mont Fleuri FC (1)
- 1983:  Saint-Louis FC (4)
- 1984:  Mont Fleuri FC (2)
- 1985:  Saint-Louis FC (5)
- 1986:  Saint-Louis FC (6)
- 1987:  Saint-Louis FC (7)
- 1988:  Saint-Louis FC (8)
- 1989:  Saint-Louis FC (9)
- 1990:  Saint-Louis FC (10)
- 1991:  Saint-Louis FC (11)
- 1992:  Saint-Louis FC (12)
- 1993:  No es disputà
- 1994:  Saint-Louis FC (13)
- 1995:  Sunshine SC (14)
- 1996:  St Michel United FC (1)
- 1997:  St Michel United FC (2)
- 1998:  Red Star FC (1)
- 1999:  St Michel United FC (3)
- 2000:  St Michel United FC (4)
- 2001:  Red Star FC (2)
- 2002:  La Passe FC (1) i
 St Michel United FC (5)[a]
- 2003:  St Michel United FC (6)
- 2004:  La Passe FC (2)
- 2005:  La Passe FC (3)
- 2006:  Anse Réunion FC (1)
- 2007:  St Michel United FC (7)
- 2008:  St Michel United FC (8)
- 2009:  La Passe FC (4)
- 2010:  St Michel United FC (9)
- 2011:  St Michel United FC (10)
- 2012:  St Michel United FC (11)
- 2013:  Côte d'Or FC (1)
- 2014:  St Michel United FC (12)
- 2015:  St Michel United FC (13)
- 2016:  Côte d'Or FC (2)
- 2017:  Saint Louis Suns Utd (15)
- 2018:  Côte d'Or FC (3)
- 2019: No es disputà [b]
- 2019-20:  Foresters FC (1)
- 2020-21: Cancel·lat
- 2021-22:  La Passe FC (5)
- 2022-23:  Foresters FC (2)